# Stylodrilus
Stylodrilus é um género de Lumbriculidae.
O género foi descrito em 1861 por René-Édouard Claparède.
Possui distribuição cosmopolita.
Espécies:
- Stylodrilus asiaticus
- Stylodrilus heringianus